# Borelmängd
En Borelmängd är inom matematiken en mängd som är genererad av öppna mängder. Detta innebär att en Borelmängd är en uppräknelig union av öppna mängder och komplement till öppna mängder. Alla Borelmängder är element i den sigma-algebra som genereras av de öppna mängderna, vilken kallas Borelalgebra. Borelmängder är namngivna efter Émile Borel.

## Formell definition
Låt {\displaystyle (X,{\mathcal {T}})} vara ett topologiskt rum. Borelalgebran i X, Bor X, är en sigma-algebra genererad av topologin {\displaystyle {\mathcal {T}}}, dvs
{\displaystyle {\mbox{Bor}}\,X:=\sigma ({\mathcal {T}}).}
Medlemmarna i Bor X kallas Borelmängder.
Detta innebär att Borelalgebran är den minsta av de sigma-algebror som har topologin, det vill säga de öppna mängderna, som en del av sig.

## Måtteori
Huvudartikel: Borelmått.
Man behöver ofta Borelmängder inom måtteorin, eftersom de ofta är mätbara, till exempel med Lebesguemåttet eller Hausdorffmåttet. Inom måtteorin måste man veta att en mängd är mätbar eller icke mätbar, men det kan vara ganska svårt att karakterisera. Å andra sidan man kan lätt behandla Borelmängder med öppna mängder så det kan vara lättare att mäta med Borelmängder. Ett Borelmått är ett mått så att alla Borelmängder är mätbara.

## Vilken mängder är Borelmängder?
Många mängder i matematiken är Borelmängder eftersom man får så många olika mängder med den uppräkneliga konstruktionen. Men orden "många" är förstås beroende av topologi i rummet. Till exempel om topologin är den triviala topologin är Borelalgebran också den triviala sigma-algebran, det vill säga där finns bara två Borelmängder i ett trivialt topologiskt rum. Tvärtom om topologin är den diskreta topologin är en Borelalgebra också den diskreta sigma-algebran, det vill säga alla mängder är Borelmängder.
Så en intressant fråga är: när
{\displaystyle \{X,\varnothing \}\varsubsetneq {\mbox{Bor}}\,X\varsubsetneq {\mathcal {P}}(X)?}
Ett viktigt exempel för det här är {\displaystyle \mathbb {R} ^{n}\,} med normtopologi. Eftersom Lebesguemåttet sammanfaller med Borelmåttet för Borelmängder är alla Borelmängder Lebesguemätbara, det vill säga
{\displaystyle {\mbox{Bor}}\,\mathbb {R} ^{n}\subset {\mbox{Leb}}\,\mathbb {R} ^{n}} .
Dessutom finns det en icke-mätbar mängd i {\displaystyle \mathbb {R} ^{n}\,}
{\displaystyle {\mbox{Leb}}\,\mathbb {R} ^{n}\varsubsetneq {\mathcal {P}}(\mathbb {R} ^{n})}
så att
{\displaystyle \{\mathbb {R} ^{n},\varnothing \}\varsubsetneq {\mbox{Bor}}\,\mathbb {R} ^{n}\varsubsetneq {\mathcal {P}}(\mathbb {R} ^{n}).}
Dessutom finns det ganska många Borelmängder i {\displaystyle \mathbb {R} ^{n}\,} eftersom till exempel slutna, kompakta, {\displaystyle G_{\delta }}- och {\displaystyle F_{\sigma }}-mängder är Borelmängder.